# Transformers: War for Cybertron
Transformers: War for Cybertron, o anche Transformers: La battaglia per Cybertron sulla copertina italiana, è un videogioco sparatutto in terza persona sviluppato dalla High Moon Studios e pubblicato dalla Activision. È stato pubblicato in America del Nord il 22 giugno 2010 ed in Europa il 25 giugno 2010 per Xbox 360, PlayStation 3 e PC. Il videogioco è stato anche convertito per Nintendo DS in due versioni: una in cui il giocatore controlla gli autobot, e l'altra in cui il giocatore controlla i decepticon. Un gioco per Wii chiamato Transformers: Cybertron Adventures è stato sviluppato dalla Next Level Games ed utilizza gli stessi personaggi ed ambientazioni di War for Cybertron.
Il gioco si svolge sul pianeta Cybertron, prima dell'arrivo dei Transformers sulla Terra. Gli Autobot ed i Decepticon sono coinvolti in una guerra civile. Il gioco può essere giocato utilizzando il punto di vista di uno schieramento o dell'altro, ma cronologicamente inizia con la campagna dei Decepticon. Il gioco ruota intorno all'utilizzo di una sostanza conosciuta come Energon Oscuro, che il leader dei Decepticon Megatron crede possa permettergli di far ritornare il pianeta a quella che lui chiama l'"età dell'oro".
War for Cybertron ha generalmente giudizi positivi da parte della critica. I siti GameRankings e Metacritic hanno assegnato al videogioco una valutazione media intorno al 70% per tutte le conversioni del titolo. Molti recensori hanno citato un notevole miglioramento rispetto ai precedenti titoli dedicati ai Transformers.
Nel 2012 è stato pubblicato un sequel intitolato Transformers: La caduta di Cybertron.
Nel 2014 è stato pubblicato un prequel/spin-off di quest'ultimo gioco che presenta pure una versione alternata del film Transformers 4 - L'era dell'estinzione, di nome Transformers: Rise of the Dark Spark.

## Trama

### Prima campagna (Decepticon)
Nella prima missione (Energon Oscuro) Megatron combatte per restituire il pianeta natale dei Transformers, Cybertron a quello a cui si riferisce come a un'età dell'oro. La missione si apre con Megatron, dopo aver ascoltato delle leggende sull'Energon Oscuro, una sostanza instabile che sarebbe la materia fossilizzata che gli antichi Autobot chiamano il sangue di Unicron, con il potere di corrompere la vita sul pianeta e di far resuscitare i morti trasformandoli in Terrercon, e i Decepticon attaccano una stazione di ricerca orbitale sorvegliata dal comandante del cielo degli Autobot chiamato Starscream e le sue forze. Dopo aver combattuto attraverso centinaia di soldati di Starscream, Megatron, Barricade e Brawl raggiungono lo stabilimento di produzione di Energon Oscuro e Megatron si immerge in esso. Ispirato dalla capacità di Megatron di gestire l'Energon Oscuro, Starscream gli chiede di insegnargli come controllarlo in cambio del suo servizio. Scioccato dal suo tradimento, il collega di Starscream e il suo migliore amico Jetfire fugge dalla stazione spaziale, promettendo di mettere in guardia il leader degli Autobot Zeta Prime.
Nella seconda missione (Carburante per la Guerra) Megatron invia Starscream e i suoi uomini Thundercracker e Skywarp per riattivare un ponte di Energon che alimenterà la stazione con Energon grezzo, consentendo la produzione di più Energon Oscuro. Una volta che ci riescono, Megatron sviluppa un piano per infettare il nucleo di Cybertron con l'Energon Oscuro, sentendo che può ottenere il controllo del pianeta una volta infettato.
Nella terza missione (Iacon distrutta) Megatron lancia un assalto a grandezza naturale sulla capitale Autobot di Iacon, alla ricerca di un oggetto chiamato chiave Omega, che userà per entrare nel nucleo di Cybertron e infettarlo. I Decepticon apprendono che Zeta Prime ha posto la chiave sotto la sua guardia personale. Le forze di Megatron entrano nelle stanze di Zeta Prime e lo sconfiggono in battaglia. Zeta Prime dice a Megatron che la chiave Omega non è in realtà ciò che sblocca l'accesso al nucleo, ma è il mezzo per attivare la vera chiave, un transformer colossale noto come Omega Supreme. Dopo aver sentito questo, Megatron uccide presumibilmente Zeta Prime.
Nella quarta missione (Vana Speranza) Ora attivato, Omega Supreme insegue implacabilmente Megatron e i suoi servi. Megatron, Soundwave e Breakdown escogitano un piano per attirare Omega Supreme su un tetto difeso con torrette, dove il gigantesco Transformer subisce un'imboscata. Omega Supreme subisce danni ingenti e precipita ai livelli inferiori di Cybertron.
Nella quinta missione (Il Guardiano Finale) I Decepticon seguono Omega Supreme e lo impegnano in una lunga battaglia finale, in cui Omega Supreme viene infine sconfitto, infettato dall'Energon Oscuro e catturato dai Decepticon. Megatron forza Omega Supreme per aprire la porta del nucleo di Cybertron e viaggiare con i suoi seguaci. All'arrivo infetta il nucleo di Cybertron, anch'esso un Transformer (Primus, il fratello di Unicron, dio della creazione degli Autobot e dei 13 Prime originali che furono in grado di sconfiggere Unicron, dato che lo scontro tra i due durò diversi millenni), con l'Energon Oscuro, che poi inizia a diffondersi su tutto il pianeta.

### Seconda campagna (Autobot)
Nella prima missione (Difesa di Iacon) Zeta Prime, leader degli Autobot, viene segnalato morto dallo scout Bumblebee che informa personalmente Optimus. Optimus decide quindi di assumere temporaneamente il manto della leadership. Optimus, Bumblebee e l'amico di Optimus, Ratchet guidano una campagna difensiva per proteggere la loro città natale di Iacon. Il trio attiva i cannoni di difesa della città e riattiva la rete di comunicazione. Poi si recano a Decagon Plaza dove i tre Autobot combattono l'ex Autobot Starscream e dopo averlo ferito gravemente, lo costringono a ritirarsi.
Nella seconda missione (Fuga da Kaon) Poco dopo, gli Autobot ricevono una chiamata di soccorso da Zeta Prime - rivelato vivo - che li informa che è detenuto nella prigione di Kaon. Prendendo Bumblebee e Sideswipe con lui, Optimus permette a se stesso e agli altri di essere catturati per infiltrarsi a Kaon. Con l'aiuto dell'Autobot Aerialbot Air Raid, gli Autobot riescono a liberare tutti i prigionieri Autobot di Kaon, che fuggono sui trasporti Decepticon. Optimus, accompagnato da Bumblebee e Sideswipe, trova la cella di Zeta Prime custodita dal leale decepticon officer delle comunicazioni Soundwave. Segue una lotta in cui schiera i suoi servi Frenzy, Rumble e Laserbeak. Alla fine, Soundwave e i suoi seguaci si ritirano a causa di un danno esteso, ma non prima che Soundwave lanci un colpo fatale a Zeta Prime. Gli Autobot liberano Zeta Prime, che muore poco dopo dalle sue precedenti ferite dopo la sua battaglia con Megatron. Optimus ritorna a Iacon con il corpo di Zeta Prime e parla con il sommo consiglio che dichiara Optimus il nuovo Prime e lo informa delle attività di Megatron.
Nella terza missione (Verso il Nucleo) Optimus ha il compito di rimuovere l'Energon Oscuro dal nucleo di Cybertron dal consiglio. Optimus e il suo vecchio amico Ironhide, insieme al primo soldato Autobot Warpath, tentano di salvare Omega Supreme dai Decepticon, che viene torturato dall'Energon Oscuro. Chiamano Ratchet che guarisce Omega Supreme. Gli Autobot liberano Omega Supreme e ottengono l'accesso al nucleo di Cybertron. Lottando contro un misterioso verme corrotto e innumerevoli Decepticon, Optimus parla poi con il nucleo di Cybertron, che lo informa che è stato pesantemente danneggiato dall'Energon Oscuro. Afferma che può ripararsi spegnendosi, ma il processo richiederà milioni di anni durante i quali Cybertron diventerà freddo, sterile e senza vita. Il nucleo quindi dice a Optimus che se porta con sé un piccolo pezzo del nucleo, il nucleo può ancora sopravvivere durante le riparazioni. Optimus accetta il peso e il nucleo rinuncia alla matrice Autobot della leadership.
Nella quarta missione (Assalto Aereo) Con il pianeta che sta per spegnersi, Optimus ordina l'evacuazione di tutte le città Autobot. Mentre l'evacuazione degli Autobot viene trasportata fuori dall'orbita, molti vengono attaccati dalla stazione spaziale orbitale di Megatron. Silverbolt, il leader degli Aerialbots porta con sé Air Raid e Jetfire per recuperare la stazione di Starscream - che apparteneva agli Autobot - e distruggere i sistemi vitali, ma durante l'attacco si rendono conto che la stazione è stata alterata da Megatron e ora è un enorme Decepticon noto come Trypticon. Dopo averlo combattuto fuori dall'orbita di Cybertron per un po', gli Aerialbots vedono Trypticon danneggiato precipitare su Cybertron, e gli Autobot si uniscono per sconfiggerlo in una vittoriosa battaglia finale.
Nella quinta missione (Uno resterà in piedi)  gli Aerialbots vedono Trypticon danneggiato precipitare su Cybertron, e gli Autobot si uniscono per sconfiggerlo nella battaglia finale.
L'epilogo vede l'inizio della costruzione dell'Arca, una gigantesca nave spaziale che porterà gli Autobot lontano da Cybertron quando il pianeta sarà completamente in letargo. Optimus e una piccola banda di Autobot rimasti restano a difendere Cybertron da Megatron il più a lungo possibile.

## Personaggi

### Autobot
Campagna
- Optimus Prime: utilizzabile nella 6ª (Difesa di Iacon), 7ª (Fuga da Kaon), 8ª (Verso il nucleo) e 10ª missione (Uno resterà in piedi). Ha l'abilità ad area ad effetto di condividere con gli altri personaggi utilizzabili nel capitolo di aumentare resistenza e corazza per un tempo limitato.
- Bumblebee: utilizzabile nella 6ª (Difesa di Iacon), 7ª (Fuga da Kaon) e 10ª missione (Uno resterà in piedi). Ha l'abilità di creare un'onda d'urto che respinge i nemici e causa danni.
- Ratchet: utilizzabile nella 6ª missione (Difesa di Iacon). Ha l'abilità di creare una barriera di energon e di appostare una sentinella che rileva anche i nemici occultati.
- Ironhide: utilizzabile nella 8ª (Verso il nucleo) e 10ª (Uno resterà in piedi) missione. Ha l'abilità di causare un attacco turbolento in mischia uccidendo i nemici.
- Sideswipe: utilizzabile nella 7ª missione (Fuga da Kaon). Ha l'abilità di causare un attacco turbolento in mischia uccidendo i nemici.
- Jetfire: utilizzabile nella 9ª missione (Assalto aereo). Ha l'abilità di volare sospeso e di appostare una sentinella che rileva anche i nemici occultati.
- Silverbolt: utilizzabile nella 9ª missione (Assalto aereo). Ha l'abilità di creare una barriera di energon e di creare un'onda d'urto che respinge i nemici e causa danni.
- Air Raid: utilizzabile nella 9ª missione (Assalto aereo). Ha l'abilità di causare un attacco turbolento in mischia uccidendo i nemici e possiede un dispositivo di occultamento che lo rende invisibile in battaglia.
- Warpath: utilizzabile nella 8ª missione (Verso il nucleo). Ha l'abilità di creare una barriera di energon e di creare un'onda d'urto che respinge i nemici e causa danni.

### Decepticon
Campagna
- Megatron: utilizzabile nella 1ª (Energon Oscuro), 3ª (Iacon distrutta), 4ª (Vana speranza) e 5ª missione (Il guardiano finale). Ha l'abilità di volare sospeso e l'abilità di assorbire la salute dei nemici per recuperare la sua.
- Starscream: utilizzabile nella 2ª missione (Carburante per la guerra). Ha l'abilità di volare sospeso e di creare un'onda d'urto che respinge e danneggia i nemici.
- Soundwave: utilizzabile nella 3ª (Iacon distrutta), 4ª (Vana speranza) e 5ª missione (Il guardiano finale). Ha l'abilità di creare una barriera di energon e di appostare una sentinella che rileva anche i nemici occultati.
- Thundercracker: utilizzabile nella 2ª missione (Carburante per la guerra). Ha l'abilità di appostare una sentinella che rileva anche i nemici occultati.
- Skywarp: utilizzabile nella 2ª missione (Carburante per la guerra). Ha l'abilità di causare un attacco turbolento in mischia uccidendo i nemici e possiede un dispositivo di occultamento che lo rende invisibile in battaglia.
- Breakdown: utilizzabile 3ª (Iacon distrutta), 4ª (Vana speranza) e 5ª missione (Il guardiano finale).  Ha l'abilità di creare un'onda d'urto che respinge i nemici e causa danni.
- Brawl: utilizzabile nella 1ª missione (Energon oscuro). Ha l'abilità di causare un attacco turbolento in mischia uccidendo i nemici.
- Barricade: utilizzabile nella 1ª missione (Energon oscuro). Ha l'abilità di creare una barriera di energon e di creare un'onda d'urto che respinge i nemici e causa danni.

## Contenuti scaricabili
I servizi Xbox Live e PlayStation Network hanno caricato online due pacchetti di materiale aggiuntivo contenente nuove missioni, nuove mappe per il multiplayer, e nuovi personaggi: gli Autobot Jazz, Zeta Prime e Scattershot, i Decepticon Shockwave, Onslaught, Dead End e Demolishor.

## Accoglienza
La rivista Play Generation lo classificò come il sesto migliore titolo d'azione del 2010.

## Serie animata
Netflix ha annunciato una serie in CGI omonima.